# Junya Ito
Junya Ito (em japonês: 伊東 純也, Ito Junya; Yokosuka, 9 de março de 1993) é um futebolista japonês que atua como meio-campo ou ponta. Atualmente, defende o Genk.

## Carreira

### Ventforet Kofu
Depois de começar e jogar por 4 anos na  Universidade de Kanagawa, Ito foi transferido para o seu 1° clube profissional na carreira, o Ventforet Kofu, assinando contrato em 2015.

### Kashiwa Reysol
Sua primeira temporada foi suficiente para chamar a atenção do Kashiwa Reysol, asssiando com o clube em 2016.

### Genk
No dia 31 de janeiro de 2019, Ito foi emprestado ao Genk por 1 ano.

## Seleção Japonesa
Em 11 de novembro, foi um dos convocados para representar a Seleção Japonesa na Copa do Mundo de 2022, no Catar.
Também foi convocado para a Copa da Ásia de 2023, disputada em 2024. Porém, acabou sendo afastado durante a competição após uma acusação de agressão sexual.

## Estatísticas
Atualizadas até dia 1 de julho de 2023.

### Clubes
| Clube             | Temporada         | Campeonato Nacional | Campeonato Nacional | Campeonato Nacional | Copa Nacional | Copa Nacional | Copa Nacional | Copa Continental | Copa Continental | Copa Continental | Outros torneios | Outros torneios | Outros torneios | Total | Total | Total   |
| Clube             | Temporada         | Jogos               | Gols                | Assist.             | Jogos         | Gols          | Assist.       | Jogos            | Gols             | Assist.          | Jogos           | Gols            | Assist.         | Jogos | Gols  | Assist. |
| ----------------- | ----------------- | ------------------- | ------------------- | ------------------- | ------------- | ------------- | ------------- | ---------------- | ---------------- | ---------------- | --------------- | --------------- | --------------- | ----- | ----- | ------- |
| Ventforet Kofu    | 2015              | 30                  | 4                   | 2                   | 8             | 0             | 1             | —                | —                | —                | –               | –               | –               | 38    | 4     | 3       |
| Ventforet Kofu    | Total             | 30                  | 4                   | 2                   | 8             | 0             | 1             | 0                | 0                | 0                | 0               | 0               | 0               | 38    | 4     | 3       |
| Kashiwa Reysol    | 2016              | 33                  | 7                   | 5                   | 8             | 0             | 2             | —                | —                | —                | –               | –               | –               | 41    | 7     | 7       |
| Kashiwa Reysol    | 2017              | 34                  | 6                   | 6                   | 8             | 0             | 2             | —                | —                | —                | –               | –               | –               | 42    | 6     | 8       |
| Kashiwa Reysol    | 2018              | 34                  | 6                   | 12                  | 1             | 0             | 0             | 6                | 2                | 2                | –               | –               | –               | 41    | 8     | 14      |
| Kashiwa Reysol    | Total             | 101                 | 19                  | 23                  | 17            | 0             | 4             | 6                | 2                | 2                | 0               | 0               | 0               | 124   | 21    | 29      |
| Genk              | 2018–19           | 13                  | 3                   | 2                   | —             | —             | —             | 1                | 0                | 0                | –               | –               | –               | 14    | 3     | 2       |
| Genk              | 2019–20           | 29                  | 5                   | 7                   | 2             | 1             | 2             | 6                | 0                | 0                | 1               | 0               | 0               | 38    | 6     | 9       |
| Genk              | Total             | 42                  | 8                   | 9                   | 2             | 1             | 2             | 7                | 0                | 0                | 1               | 0               | 0               | 52    | 9     | 11      |
| Genk              | 2020–21           | 36                  | 11                  | 15                  | 4             | 1             | 0             | –                | –                | –                | –               | –               | –               | 40    | 12    | 15      |
| Genk              | Total             | 36                  | 11                  | 15                  | 4             | 1             | 0             | 0                | 0                | 0                | 0               | 0               | 0               | 40    | 12    | 15      |
| Total na carreira | Total na carreira | 209                 | 42                  | 15                  | 14            | 2             | 0             | 13               | 2                | 0                | 1               | 0               | 0               | 253   | 46    | 58      |

### Seleção
Atualizadas até 1 de julho de 2023.
| Japão | Japão | Japão | Japão   |
| Ano   | Jogos | Gols  | Assist. |
| ----- | ----- | ----- | ------- |
| 2017  | 3     | 0     | 0       |
| 2018  | 4     | 2     | 0       |
| 2019  | 10    | 0     | 3       |
| 2020  | 3     | 0     | 0       |
| 2021  | 8     | 5     | 4       |
| 2022  | 13    | 2     | 3       |
| 2023  | 3     | 1     | 1       |
| Total | 45    | 10    | 11      |

#### Gols pela seleção
| No. | Data                   | Local                                  | Adversário | Placar | Resultad | Competição                                        |
| --- | ---------------------- | -------------------------------------- | ---------- | ------ | -------- | ------------------------------------------------- |
| 1.  | 11 de setembro de 2018 | Panasonic Stadium Suita, Suita, Japão  | Costa Rica | 3–0    | 3–0      | Copa Kirin de 2018                                |
| 2.  | 12 de outubro de 2018  | Denka Big Swan Stadium, Niigata, Japão | Panamá     | 2–0    | 3–0      | Copa Kirin de 2018                                |
| 3.  | 30 de março de 2021    | Fukuda Denshi Arena, Chiba, Japão      | Mongolia   | 8–0    | 14–0     | Eliminatórias da Copa do Mundo FIFA de 2022 – AFC |
| 4.  | 30 de março de 2021    | Fukuda Denshi Arena, Chiba, Japão      | Mongolia   | 10–0   | 14–0     | Eliminatórias da Copa do Mundo FIFA de 2022 – AFC |

## Títulos

### Clubes
Genk
- Campeonato Belga: 2018–19
- Copa da Bélgica: 2020–21
- Supercopa da Bélgica: 2019